# Stadsparken (Örebro)
Stadsparken is een stadspark in de Zweedse stad Örebro. Het ligt aan de Svartån (Örebrokanaal) ten oosten van het stadscentrum en is ongeveer 8 hectare groot. Naast decoratieve en botanische aanplanting, zoals een rosarium, omvat het park ligweiden, speeltuinen, tennispleinen, een podium en een café. In de moestuin Stadsträdgården is een restaurant en bakkerij gevestigd.

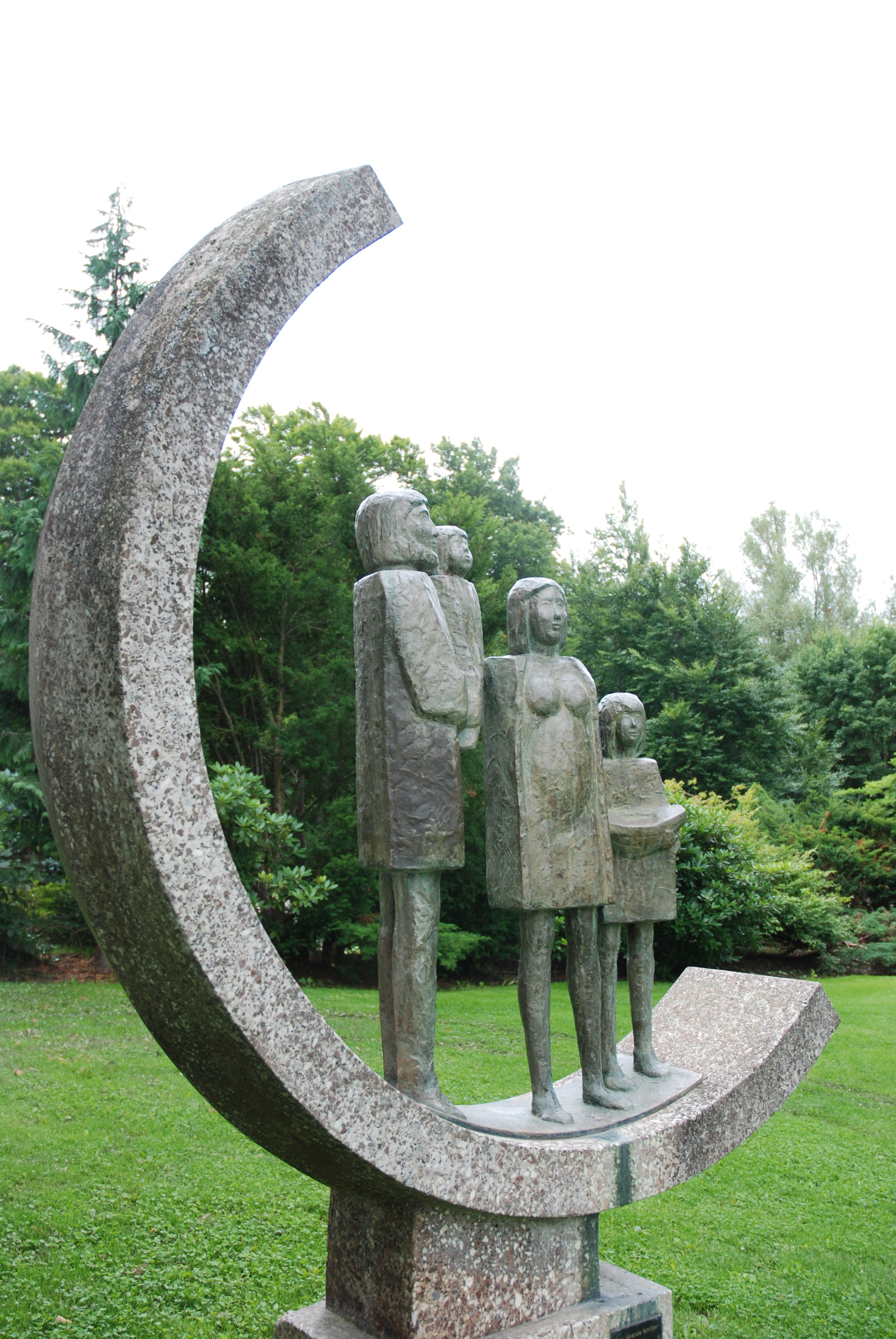
Kunstwerk Den växande familjen van Bertil Bagare-Kindgren uit 1974

De aanleg werd in 1862 voorgesteld door Mats Evald Bäckström. Hij richtte een lokale tuindersvereniging op die in 1863 de gronden aankocht. In 1865 werd begonnen met de aanplant en in 1871 werd de eerste kas gebouwd. In 1931 nam de stad Örebro de gronden in pacht. Een deel van de gronden werd omgevormd tot een openbaar park, een deel bleef in gebruik als stadstuin. In 1971 nam de stad het hele gebied over. Sinds midden 20e eeuw zijn er verschillende kunstwerken in het park geplaatst. Stadsparken won de prijs 'mooiste park van Zweden' in 2004.
Ten noorden van Stadsparken, over het water, ligt het bosrijke eilandje Stora Holmen met speeltuinen. Tussen beide vaart de roeiboot Wiktoria als veerdienst. Ten oosten van het stadspark bevindt zich Wadköping, een openluchtmuseum met historische bouwwerken uit de streek. In het zuidoosten sluit Stadsparken naadloos aan op een ander park, Skytteparken.